# Békás-negyed
A Békás-negyed (románul: Becaș) Kolozsvár délkeleti részén található lakótelep. A 2000-es évek eleji városfejlesztés során vált hivatalosan is a város részévé, és azóta túlnyomórészt lakónegyedként fejlődött.
A városrészen áthalad a Békás-patak, amely mentén a város egy 10,7 hektáros parkot tervez kialakítani, zöldövezeti és ökológiai fejlesztési célokkal.
2024-ben a helyi hatóságok bejelentették egy új iskola építését a negyedben.
A Békás-negyed a kolozsvári városrészek közé tartozik, amelyeket a közeljövőben közberuházások és városfejlesztési projektek érintenek.